# Emotional Rescue (singolo)
Emotional Rescue è un singolo del gruppo rock The Rolling Stones, pubblicato nel 1980 ed estratto dall'album omonimo.
Si tratta di un pezzo cantato in falsetto da Jagger. Proprio tale stile di canto, ispirato a Barry Gibb dei Bee Gees destò un certo scalpore all'epoca tra gli appassionati dei Rolling Stones.

## Tracce
- Lato A

1. Emotional Rescue

- Lato B

1. Down in the Hole

## Formazione
The Rolling Stones
- Mick Jagger - voce, piano elettrico
- Keith Richards - chitarre
- Ronnie Wood - basso
- Charlie Watts - batteria
- Bill Wyman - sintetizzatore

Altri musicisti
- Ian Stewart - piano elettrico
- Bobby Keys - sassofono